# Belváros (Gyöngyös)
Gyöngyös belvárosa a város belső részeit foglalja magába, ami döntő részben beépített, parkosított, aránylag magas népsűrűséggel rendelkező, városias terület. A belváros tulajdonképpen a történelmi Gyöngyös, hiszen a többi városrész jóval később épült, vagy pedig a városhoz csatolták.

## Fekvése
Gyöngyös belvárosának képzeletbeli határa maga az egykori Gyöngyös város szélein fekszik.

## Főbb utcák, terek, épületek

### Fő tér
A város egykori piactere, mára átépítették és modernizálták de az eredeti formájában. A tér négy sarkában a város címerében található nap, hold, szőlő és farkas szobrokkal ellátott szökőkutak működnek. Itt található a mai Városháza is, amit 2011-ben eredeti állapotában felújítanak. A főtér északi végében található az egykori II. Rákóczi Ferenc ház, melyre ma már csak egy kapuboltozat emlékeztet. A téren található épületek anno több Gróf családi otthonaként szolgált, itt található a Grassalkovich ház (Városi Könyvtár épülete) vagy Almásy Gróf egykori háza is. A Fő tér mai állapotában a város egyik lüktető ereként szolgál. Az autóforgalmat elterelték, sétálóövezetté téve azt. A városi ünnepségeket, rendezvényeket, koncerteket általában a főtéren rendezik meg.

#### Szent Bertalan templom (Nagytemplom)

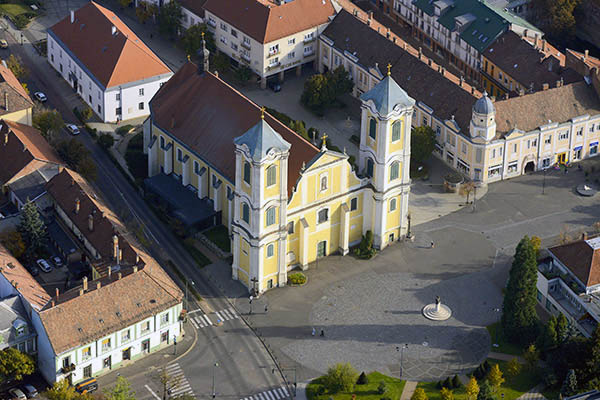
Légi fotó

A tér legészakibb részén áll a Szent Bertalan templom - a helyiek köznyelvén csak Nagytemplom - a hatalmas, monumentális csarnoktemplom, a környék legnagyobb temploma. A 13. században már templom állt ezen a helyen, majd 1741-ben elbontották és helyén 1746 és 1756 között felépült a mai, barokk templom a korábbi falak helyenkénti meghagyásával, átépítésével. Harangtornyai csak jóval később készültek el, ráadásul nem is egyszerre, az északi 1773-ban, a déli 1815-ben. A nagytemplom 1917 májusában hatalmas tűzvész martalékává vált amiben szinte az egész város leégett. A tűz után a templom 1922-ben épült újjá Nagy Virgil építész tervei szerint. A tűzvészben odaveszett az egykori ódon, a templomhoz illő toronysüveg is amit 2019-ben helyreállítottak.

#### Testvérvárosok kútja
A tér déli végében található egy ásott díszkút, amit a testvériség jelképeként emeltek újjá. A kút legfelső díszes gyűrűjébe Gyöngyös testvérvárosainak címerei találhatók.

#### Károly Róbert szobor
Károly Róbert király 1334-ben várossá nyilvánította Gyöngyöst, ennek tiszteletére a város szobrot emeltetett a tiszteletére. A tér átalakítása előtt a szobor a Nagytemplom oldalában állt, ma viszont már a templommal szemben kapott helyet.

#### Szent István lovas szobra
A Károly Róbert szobor mellett a nagytemplommal szintén szemben, lépcsőzetes alapon. több hengerből álló talpazaton áll a szobor. A szobor a budapesti Szent Gellért-hegyi Sziklakápolnánál 2001-ben elhelyezett emlékmű pontos változata.

#### Puky Árpád szobor

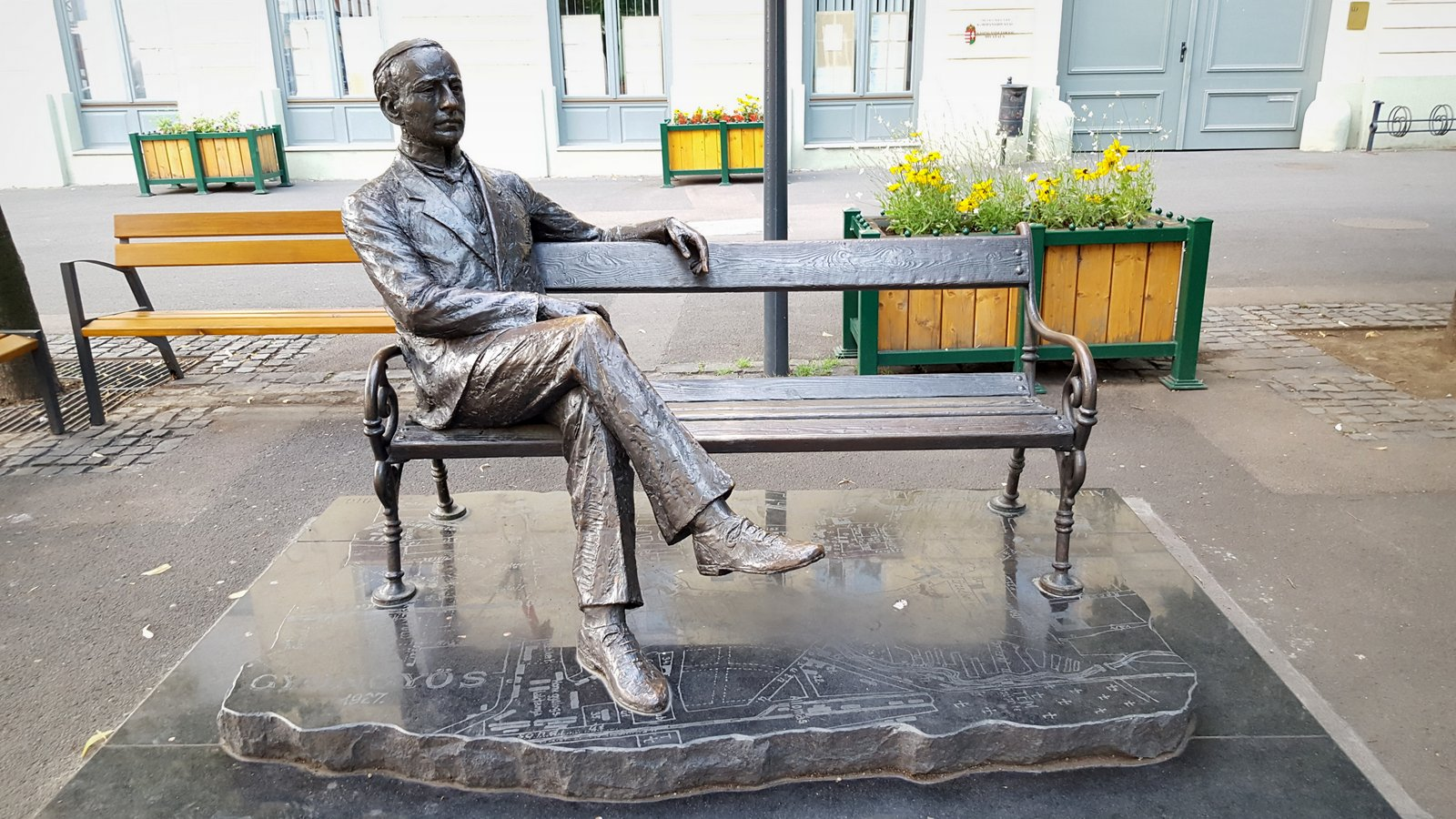
Puky Árpád szobor

A szobor Dr. Puky Árpádnak (1877-1959) állít emléket, aki Gyöngyös polgármestere volt 1919 és 1942 között. A szobor egy bronz padon található a városháza előtt. Érdekessége a szobor alatt található márványtábla, melybe az egykori Gyöngyös térképe található meg.

### Szent Bertalan és Kossuth Lajos utca

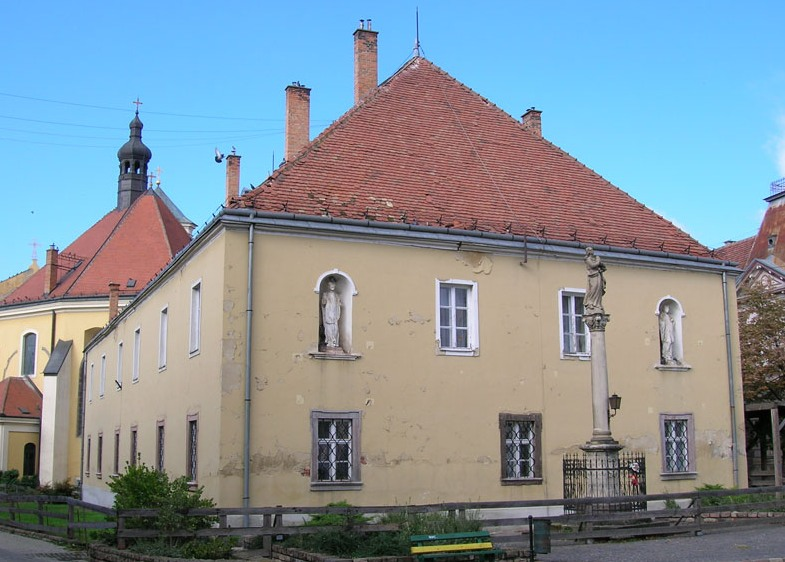
A zeneiskola a Mária oszloppal

A Szent Bertalan utca a város sétálóutcája de sokan a város főutcájaként emlegetik. Itt található a műemlék Zeneiskola, 56-os emlékmű, a Máriácska oszlop, a Kakasos fiú szobor a Szent Bertalan-templom kincstára (Szent Korona ház) az épület 1784-ben épült, eredetileg jezsuita gimnáziumi konviktus volt, az épületben őrzik Magyarország második legnagyobb katolikus egyházi gyűjteményét. A Kossuth Lajos utcában található az egykori városháza, és régen a városi nemesek házai is itt kaptak helyet, mely épületek többsége ma is megtalálható. Az utca vége felé található a Szent Erzsébet templom és a Berze Nagy János Gimnázium.

### Bugát Pál tér (Posta park) és Belváros tér
A Posta park a belváros legnagyobb pihenőparkja, mely hamarosan a városrehabilitációs program keretein belül átépítésre kerül. A Belváros téren új építésű társasházak találhatók, a földszinti részeken boltokkal, üzletekkel, szépségszalonnal, kávézókkal és éttermekkel. A belváros tér ultramodern térelrendezése és műtárgyai jól illenek a történelmi belváros szelleméhez. A téren és a szomszédos Főtéren telente hangulatos adventi vásárokat tartanak. A Posta park és a Belváros tér a gyöngyösi fiatalok kedvelt találkozóhelyévé vált.

### Köztársaság tér
Az egykoron főtéren helyet kapó piacot ide költöztették át. A város vezetése 2000 körül felszámolta a sátras piacbódékat és kofahelyeket, majd egy modern és rendezett piaccsarnokot építtetett természetesen a hagyományos őstermelőknek is helyet adva.

### Zsinagóga

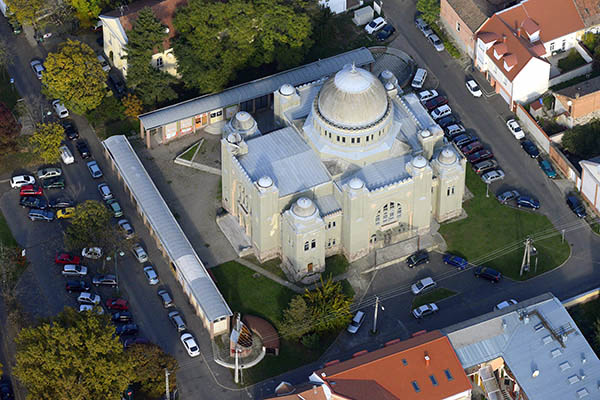
Zsinagóga

A nagyméretű, reprezentatív épületet 1930-ban építették. A zsinagóga görög-kereszt alaprajzú, a bazilika-rendszerű épület középpontjában hatalmas kupola áll.

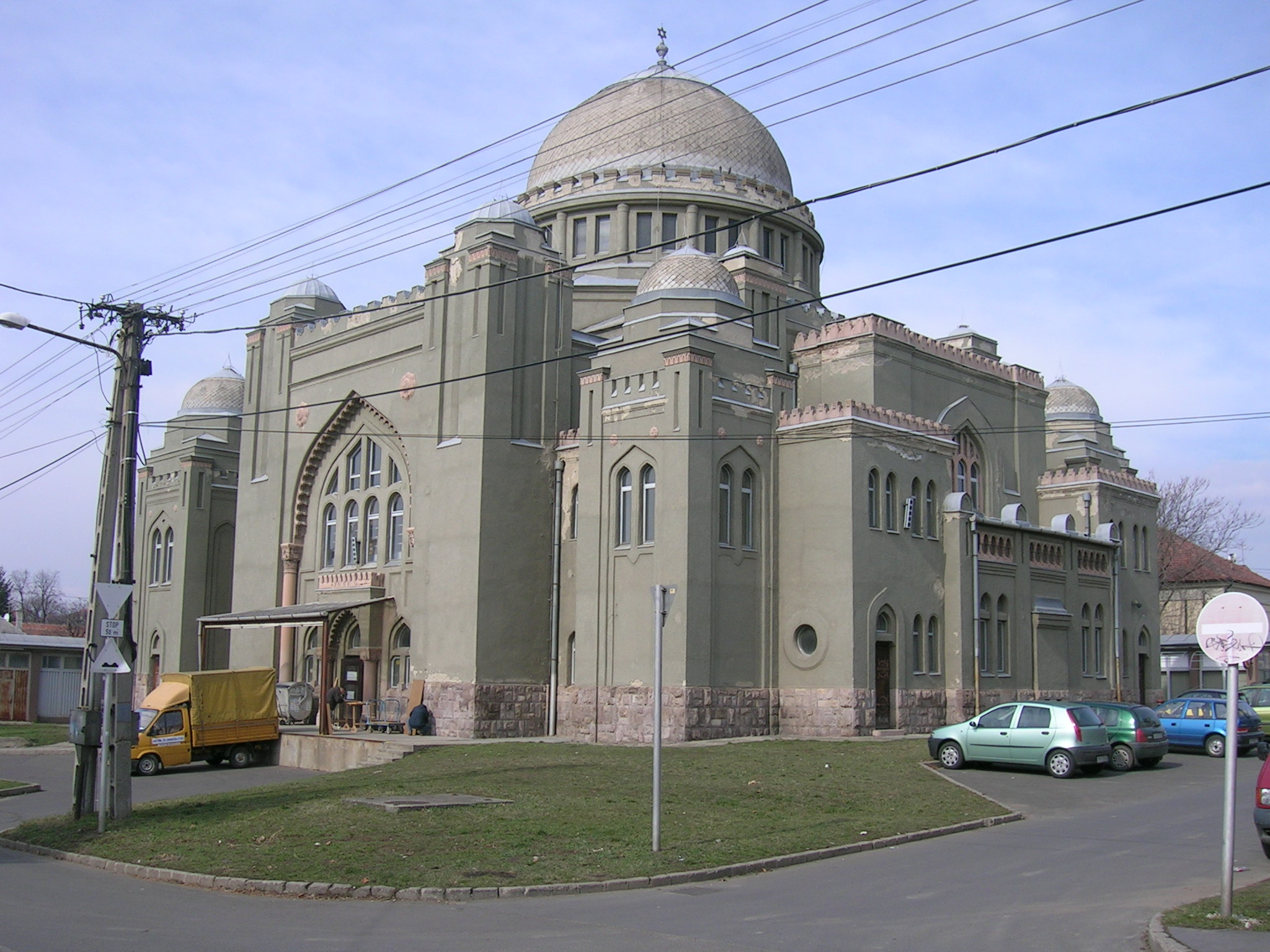
A gyöngyösi Zsinagóga

 A szamárhátíves ajtó és ablaknyílások, a pártázatos párkányok, a sok kis kupola nagyon dekoratívvá teszik az épületet. A zsinagógát az utóbbi időben átalakították bútoráruházzá, de mindenki számára ingyenesen látogatható.

### Vármegyeháza

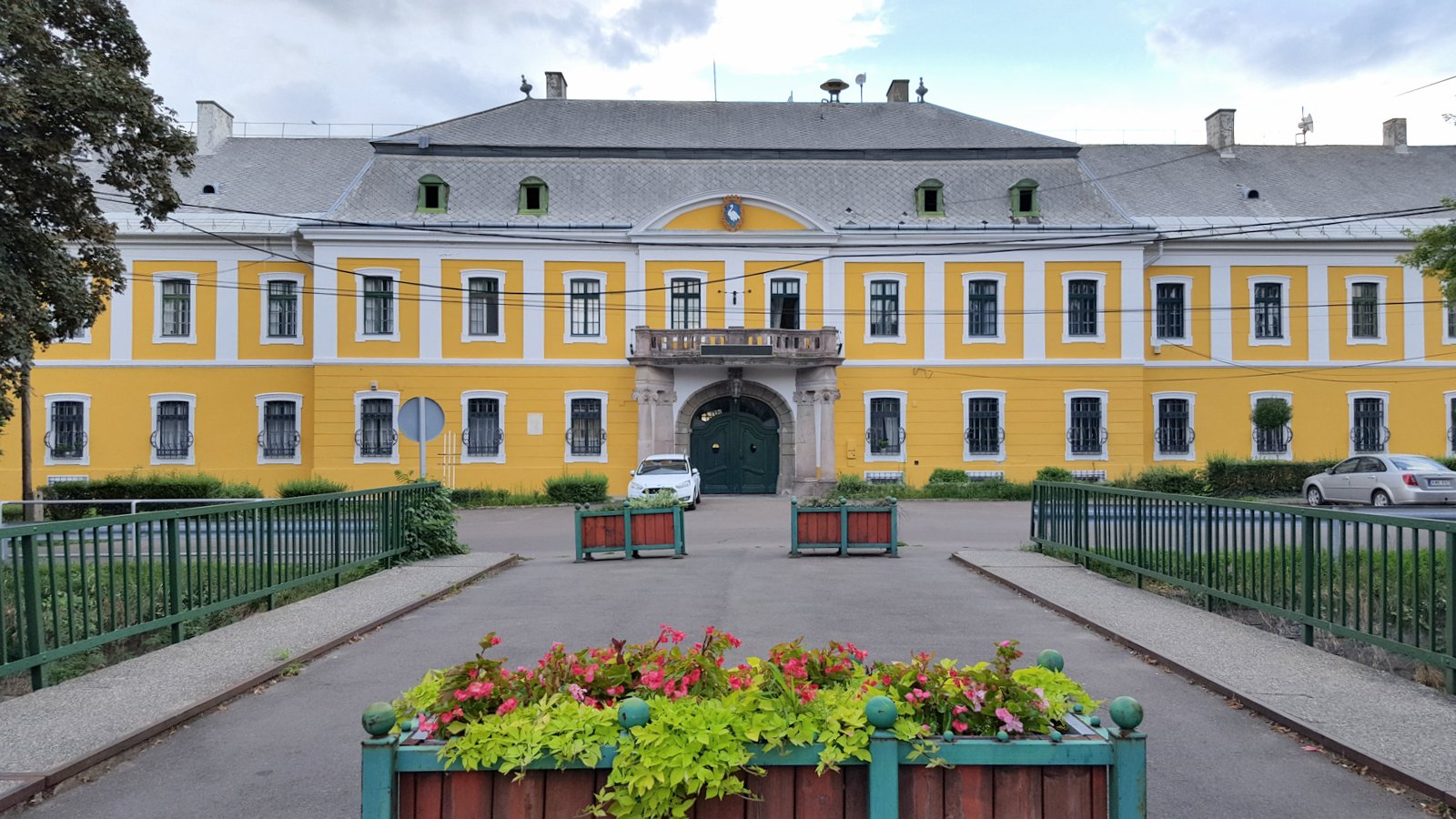
Vármegyeháza

Az épület 1767-1774 között épült. Mai formáját 1929-ben nyerte el. Egykor huszárlaktanyaként szolgált. Az erkélyes főbejárat fölött Heves megye régi címere látható.

### Huszárszobor

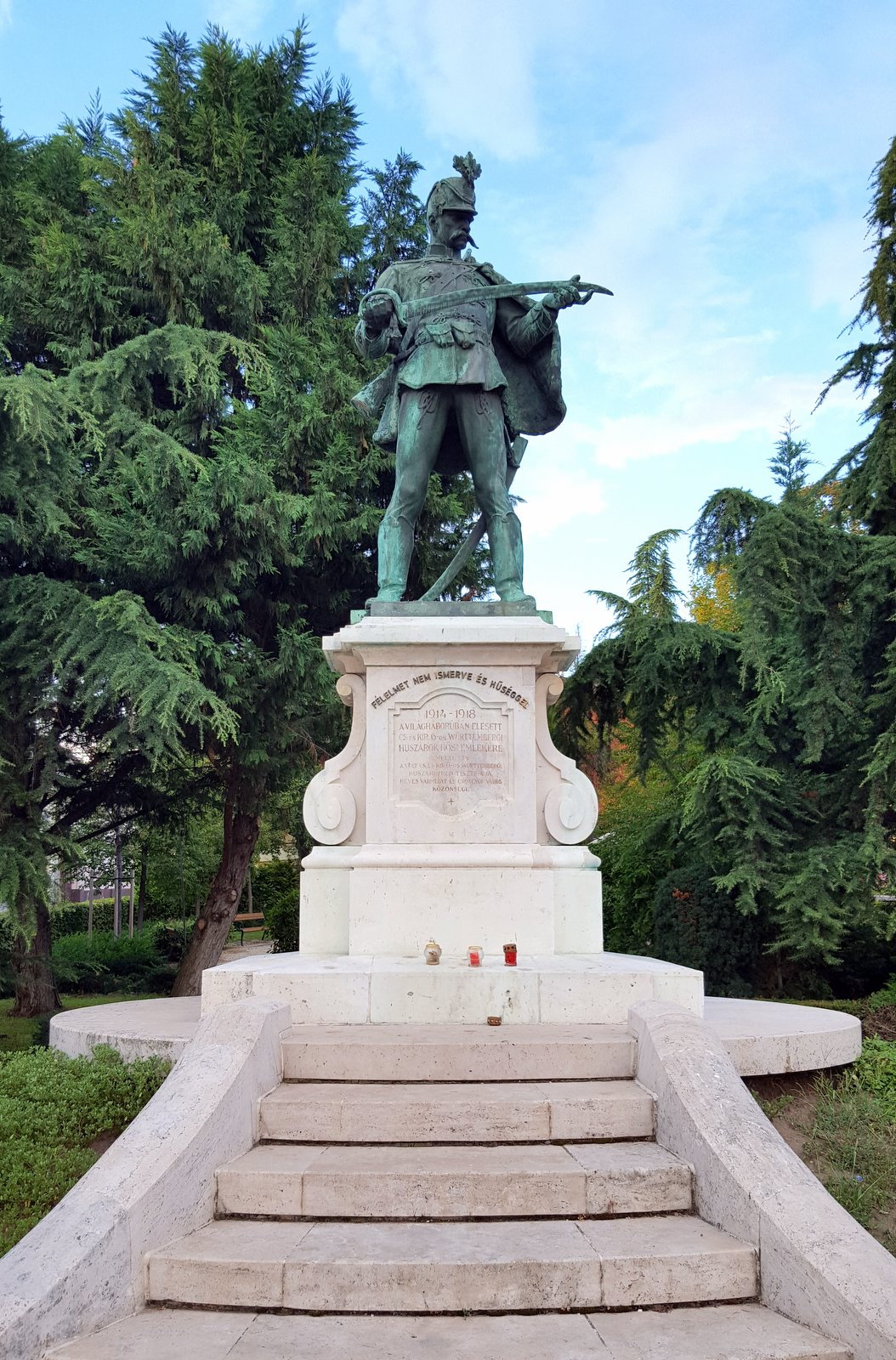
Huszárszobor

A szobor hivatalosan a "A kardját néző huszár" nevet viseli, de csak huszárszoborként nevezik. A szobrot Kisfaludy Stróbl Zsigmond készítette Heves Vármegye és Gyöngyös város közönsége megbízásából a 6-os, Würtenberg huszárok I. világháborús emlékére.

## Közlekedése
Gyöngyös helyi autóbuszhálózatát a Volánbusz üzemelteti. A várost hat helyi autóbuszjárat (1, 1A, 2, 3, 3A, 4) szolgálja ki amelyek közül mind közlekedik a belvárosban is.